# Saint-Martin-des-Plains
Saint-Martin-des-Plains é uma comuna francesa na região administrativa de Auvérnia-Ródano-Alpes, no departamento Puy-de-Dôme. Estende-se por uma área de 3,83 km². Em 2010 a comuna tinha 161 habitantes (densidade: 42 hab./km²).